# Origins Award/Kartenspiele
Diese Liste enthält die Preisträger des Origins Award für Kartenspiele.
Seit 1994 gibt es den Origins Award für Kartenspiele. Anfangs wurde in jedem Jahr ein Kartenspiel prämiert. 1996 gab es ein dreifaches Unentschieden, so dass in dem Jahr alle drei Kartenspiele prämiert wurden. 1997 wurde der Preis unterteilt in bestes traditionelles Kartenspiel, bestes Sammelkartenspiel, beste Kartenspielerweiterung und beste Kartenspielgrafik.

## Bestes Kartenspiel
| Jahr | Spiel                                           | Autor            | Verlag                 |
| ---- | ----------------------------------------------- | ---------------- | ---------------------- |
| 1994 | Illuminati: New World Order                     | Steve Jackson    | Steve Jackson Games    |
| 1995 | Middle-earth: The Wizards                       | Coleman Charlton | Iron Crown Enterprises |
| 1996 | Legend of the Five Rings: Battle of Beiden Pass | Dave Williams    | Five Rings Publishing  |
| 1996 | Lunch Money                                     | Charlie Wiedman  | Atlas Games            |
| 1996 | Mythos                                          | Charlie Krank    | Chaosium               |

## Bestes traditionelles Kartenspiel
| Jahr | Spiel                             | Autor               | Verlag                      |
| ---- | --------------------------------- | ------------------- | --------------------------- |
| 1997 | Give Me the Brain                 | James Ernest        | Cheapass Games              |
| 1998 | Guillotine                        | Paul Peterson       | Wizards of the Coast        |
| 1999 | Chez Geek                         | Jon Darbro          | Steve Jackson Games         |
| 2000 | Chrononauts                       | Andrew Looney       | Looney Labs                 |
| 2001 | Munchkin                          | Steve Jackson       | Steve Jackson Games         |
| 2002 | Star Munchkin                     | Steve Jackson       | Steve Jackson Games         |
| 2003 | Bang!                             | Emiliano Sciarra    | Mayfair Games               |
| 2004 | Cthulhu 500                       | Jeff Tidball        | Atlas Games                 |
| 2005 | Gloom                             | Keith Baker         | Atlas Games                 |
| 2006 | Munchkin Impossible               | Steve Jackson       | Steve Jackson Games         |
| 2007 | Zombie Fluxx                      | Andrew Looney       | Looney Labs                 |
| 2008 | Dominion                          | Donald X. Vaccarino | Rio Grande Games            |
| 2009 | Poo                               | Matthew Grau        | Catalyst Game Labs/WildFire |
| 2010 | Back to the Future: The Card Game |                     | Looney Labs                 |
| 2011 | NUTS!                             | Matthew Grau        | Wildfire LLC                |

## Bestes Sammelkartenspiel
| Jahr | Spiel                                | Autor                                                                     | Verlag                      |
| ---- | ------------------------------------ | ------------------------------------------------------------------------- | --------------------------- |
| 1997 | Shadowrun TCG                        | Mike Nielsen, Jim Nelson, Mike Mulvihill                                  | FASA Corporation            |
| 1998 | Deadlands CCG                        |                                                                           | Wizards of the Coast        |
| 1999 | 7th Sea: No Quarter!                 | Dan Verssen, David Williams, John Zinser                                  | Alderac Entertainment Group |
| 2000 | Sailor Moon CCG                      | Mark C. MacKinnon, Jeff Mackintosh, Karen McLarney, John R. Phythyon, Jr. | Dart Flipcards              |
| 2001 | Der Herr der Ringe Sammelkartenspiel | Tom Liscke, Mike Reynolds, Chuck Kallenbach, Justin Pakes, Tim Ellington  | Decipher                    |
| 2002 | A Game of Thrones: Westeros Edition  | Eric M. Lang, Christian T. Petersen                                       | Fantasy Flight Games        |
| 2003 | .hack//enemy                         |                                                                           | Decipher                    |
| 2004 | Seven Masters Vs. The Underworld     |                                                                           | Z-Man Games                 |
| 2006 | Pirates: Davy Jones’ Curse           | Mike Mulvihill                                                            | WizKids                     |
| 2007 | Legend of the Five Rings             | Mark Wootton, Charles Urbach                                              | Alderac Entertainment Group |

## Beste Kartenspielerweiterung
| Jahr | Spiel                                         | Autor                                                                         | Verlag                      |
| ---- | --------------------------------------------- | ----------------------------------------------------------------------------- | --------------------------- |
| 1997 | Legend of the Five Rings -- Time of the Void  | Dave Williams                                                                 | Five Rings Publishing       |
| 1998 | Magic: The Gathering: Urza’s Saga             |                                                                               | Wizards of the Coast        |
| 1999 | 7th Sea: Strange Vistas                       | Dan Verssen, Rob Vaux, Kevin Wilson                                           | Alderac Entertainment Group |
| 2000 | BRAWL: Club Foglio                            | James Ernest                                                                  | Cheapass Games              |
| 2001 | Apples to Apples Expansion Set 3              | Mark Alan Osterhaus, Ellen Osterhaus, Cathleen Quinn-Kinney, Al Waller        | Out of the Box Publishing   |
| 2002 | Munchkin 2: Unnatural Axe                     | Steve Jackson                                                                 | Steve Jackson Games         |
| 2003 | Game of Thrones: Fire & Ice Expansion         |                                                                               | Fantasy Flight Games        |
| 2005 | Magic: The Gathering: Ravnica: City of Guilds | Mark Rosewater, Aaron Forsythe, Tyler Bielman, Richard Garfield, Mike Elliott | Wizards of the Coast        |
| 2008 | Magic: The Gathering: Shards of Alara 1       | Dominic Craphuchettes, Satish Pillalamarri                                    | Wizards of the Coast        |
| 2011 | Magic: The Gathering: Innistrad               |                                                                               | Wizards of the Coast        |

## Beste Grafik in einem Kartenspiel
| Jahr | Spiel                     | Grafiker / Illustrator                                       | Verlag                      |
| ---- | ------------------------- | ------------------------------------------------------------ | --------------------------- |
| 1997 | Shadowrun TCG             | Jim Nelson, Mike Nielsen                                     | FASA Corporation            |
| 1998 | Deadlands CCG             |                                                              | Wizards of the Coast        |
| 1999 | 7th Sea: No Quarter!      | Dan Verssen, David Williams, John Zinser                     | Alderac Entertainment Group |
| 2000 | BRAWL: Club Foglio        | James Ernest                                                 | Cheapass Games              |
| 2001 | The Lord of the Rings TCG | Dan Burns, Joe Boulden, Ed Gartin, Leslie Burns, Mike Schley | Decipher                    |
| 2002 | Chez Geek                 | John Kovalic                                                 | Steve Jackson Games         |
| 2003 | Bang!                     | Alessandro Pierangelini                                      | Mayfair Games               |